# فرانچسکو کاپوتو
فرانچسکو کاپوتو (انگلیسی: Francesco Caputo؛ زادهٔ ۶ اوت ۱۹۸۷) بازیکن فوتبال اهل ایتالیا است.
از باشگاه‌هایی که در آن بازی کرده‌است می‌توان به باشگاه فوتبال باری و باشگاه فوتبال امپولی اشاره کرد.